# Imigongo

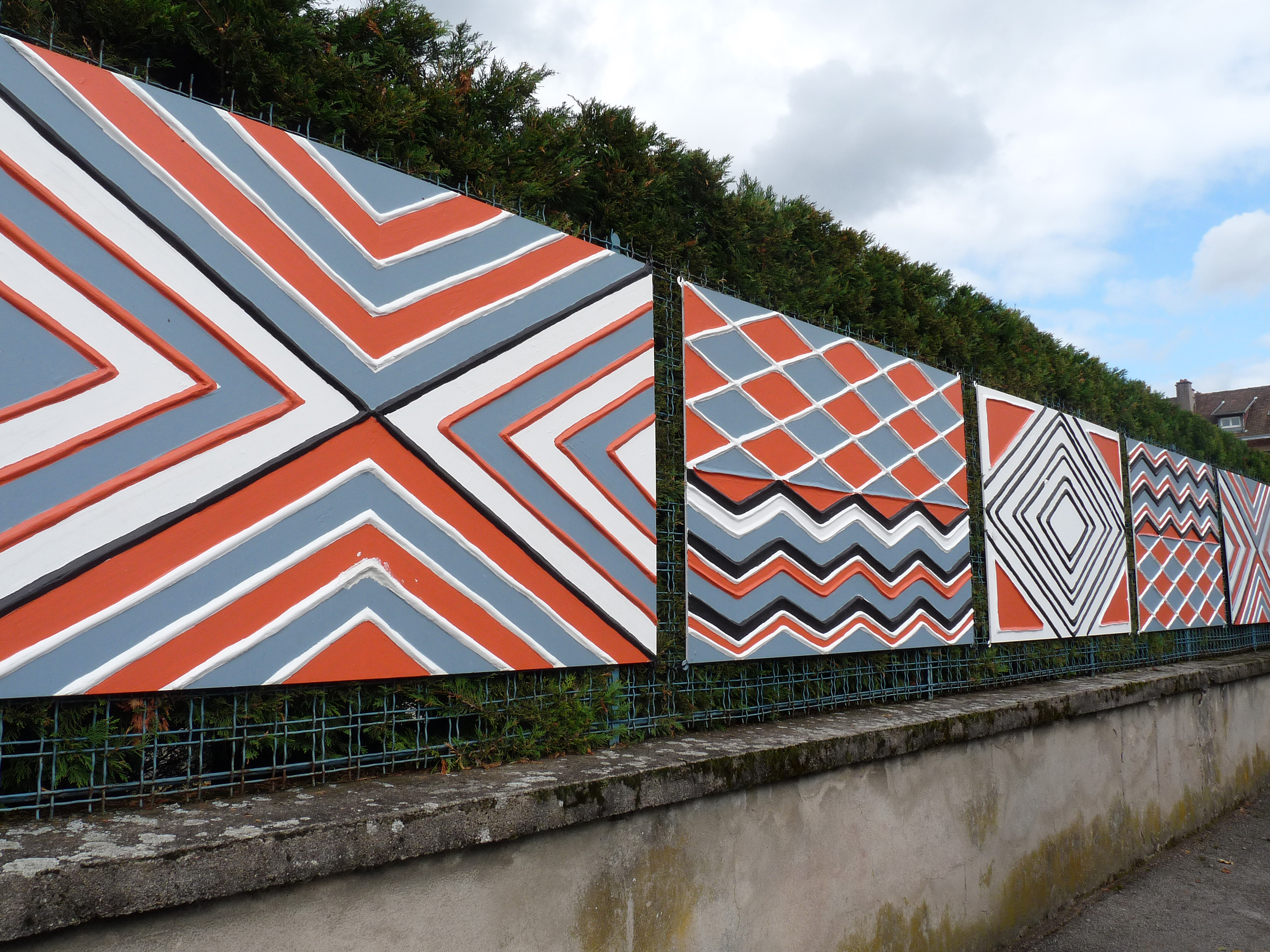
Installation de panneaux Imigongo à Saint-Dié-des-Vosges, dans le cadre du Festival international de géographie (2011).

L'art Imigongo est un art décoratif traditionnel du Rwanda, constitué de panneaux peints de motifs géométriques colorés ou en noir et blanc. Le matériau de base qui permet d'obtenir un effet de relief avec des arêtes saillantes est la bouse de veau. Les motifs abstraits qui ornent l'intérieur des maisons apparaissent aussi sur la vannerie, la boiserie, la poterie et certaines parures rwandaises.
Traditionnellement exécuté par les femmes, l'art Imigongo est caractéristique de la région du Sud-Est, proche de la Tanzanie.

## Étymologie
Imigongo est le pluriel de umugongo qui signifie « dos » en kinyarwanda, la langue nationale. Ce terme peut se référer au dos d'une personne, d'un animal, d'un objet, ou encore à la crête d'une colline, voire à la colline elle-même.

## Histoire
Selon le mathématicien liégeois Georges Celis, cette pratique remonterait à trois cents ans. Apparue dans une région isolée, elle ne serait pas le résultat d'un échange avec d'autres cultures. La tradition orale en attribue l'origine au roi Kakira ka Kimeyi, légendaire pour sa propreté et épris d'abstraction. Les motifs observés résultent de combinaisons de quelques constructions élémentaires symétriques : losanges, parallélogrammes, carrés ou spirales.
Transmis oralement de génération en génération par les femmes, cet art s'est trouvé en péril au lendemain du génocide de 1994 : beaucoup de maisons décorées avaient été détruites et de nombreuses femmes porteuses de la tradition avaient perdu la vie dans le conflit.
Cependant, à partir de 1997, et surtout après 2001, certaines veuves rescapées se sont mobilisées pour faire revivre cet art, notamment dans le cadre de l'Association Kakira, à Kavuzo, dans le district de Rusumo. Leurs productions sont désormais vendues à Kigali et à l'étranger.
De nouveaux motifs sont apparus, pas nécessairement abstraits.

## Technique
Les femmes suivent tout d'abord les troupeaux pour récolter la bouse de veau qui constitue le matériau de base. Dans les collines elles recherchent la terre qui permettra d'obtenir les pigments nécessaires : blanc, rouge brun, gris perle et jaune beige. En complément de ces couleurs d'origine minérale, le noir est obtenu à partir de la macération d'un jus de feuilles d’aloès (igikakarubamba) mélangé à de l'urine de vache.
Les femmes dessinent ensuite des motifs géométriques sur une planche en bois, puis confectionnent une pâte avec de la bouse, de la cendre et de l'urine. Celle-ci est modelée en suivant le motif, formant ainsi de fines crêtes et des sillons.
Après lissage et séchage, elles appliquent d'abord un enduit jaune-beige, puis les couleurs elles-mêmes.